# Plagiochila caducifolia
Plagiochila caducifolia là một loài rêu trong họ Plagiochilaceae. Loài này được Inoue & R.M. Schust. mô tả khoa học đầu tiên năm 1971.
Danh pháp khoa học của loài này chưa được làm sáng tỏ. 